# Nintendo 3DS
Nintendo 3DS (ニンテンドー3DS Nintendō Surī Dī Esu?) es una videoconsola portátil descontinuada de la multinacional de origen japonés, Nintendo, para videojuegos y multimedia, cuya atracción principal es poder mostrar imágenes 3D autoestereoscopicas. La consola es retrocompatible con la Nintendo DS y con el software de DSiWare. Tras haberse anunciado el 23 de marzo de 2010, Nintendo lo presentó oficialmente en el E3 2010, llevando consolas de prueba para los asistentes al evento. La consola es la sucesora de la serie portátil Nintendo DS y compitió principalmente con su único rival en el mercado, la PlayStation Vita de Sony.
Nintendo 3DS fue lanzada el 26 de febrero de 2011 en Japón; el 25 de marzo de 2011 en Europa; el 27 de marzo de 2011 en América del Norte; y en Australia el 31 de marzo de 2011. El 26 de julio de 2011, Nintendo anunció una bajada drástica de precio que sería efectiva desde el 12 de agosto. Como compensación, los compradores que la hubieran adquirido antes de la bajada de precio recibirían gratuitamente diez juegos de Nintendo Entertainment System desde el 1 de septiembre de 2011 y otros 10 de Game Boy Advance desde el 16 de diciembre, descargables desde la Nintendo eShop.
El 25 de septiembre de 2020, Nintendo anunció el cese de producción de la New Nintendo 2DS XL y de la Nintendo 2DS, las únicas consolas de la Familia Nintendo 3DS que quedaba en producción en ese entonces, dando fin a la Familia Nintendo 3DS y centrándose completamente en la sucesora, Nintendo Switch.
El 27 de marzo de 2023, Nintendo cerró los servidores de la Nintendo eShop, por lo cual ya no se puede comprar ni descargar software oficial para la consola en formato digital, no obstante, aún se puede descargar todo software adquirido con anterioridad.
El 8 de abril de 2024, Nintendo cerró los servidores de Nintendo Network para 3DS y Wii U, haciendo imposible el juego a través de internet. Dando paso al cierre total de la generación.392,14 millones de juegos para 3DS han sido vendidos desde la salida de la consola hasta el 31 de diciembre de 2024.

## Historia
Nintendo ha estado experimentando con la tecnología 3D desde los 80. Famicom Grand Prix II: 3D Hot Rally fue el primer juego desarrollado por Nintendo en usar esta tecnología, usando unas gafas especiales con cristal líquido incorporado que simulaba el efecto de elementos "saliendo" de la pantalla, aportando un efecto 3D. En 1995, Gunpei Yokoi, el creador de Game Boy, comenzó a desarrollar la Virtual Boy. El sistema se lanzó mucho antes de lo planeado, para que Nintendo pudiera centrarse en la Ultra 64 (Nintendo 64), convirtiendo a Virtual Boy en un fracaso comercial. Shigeru Miyamoto no estaba contento con los gráficos generatrices y la viabilidad del sistema, creyendo que era una consola muy adelantada a su tiempo.

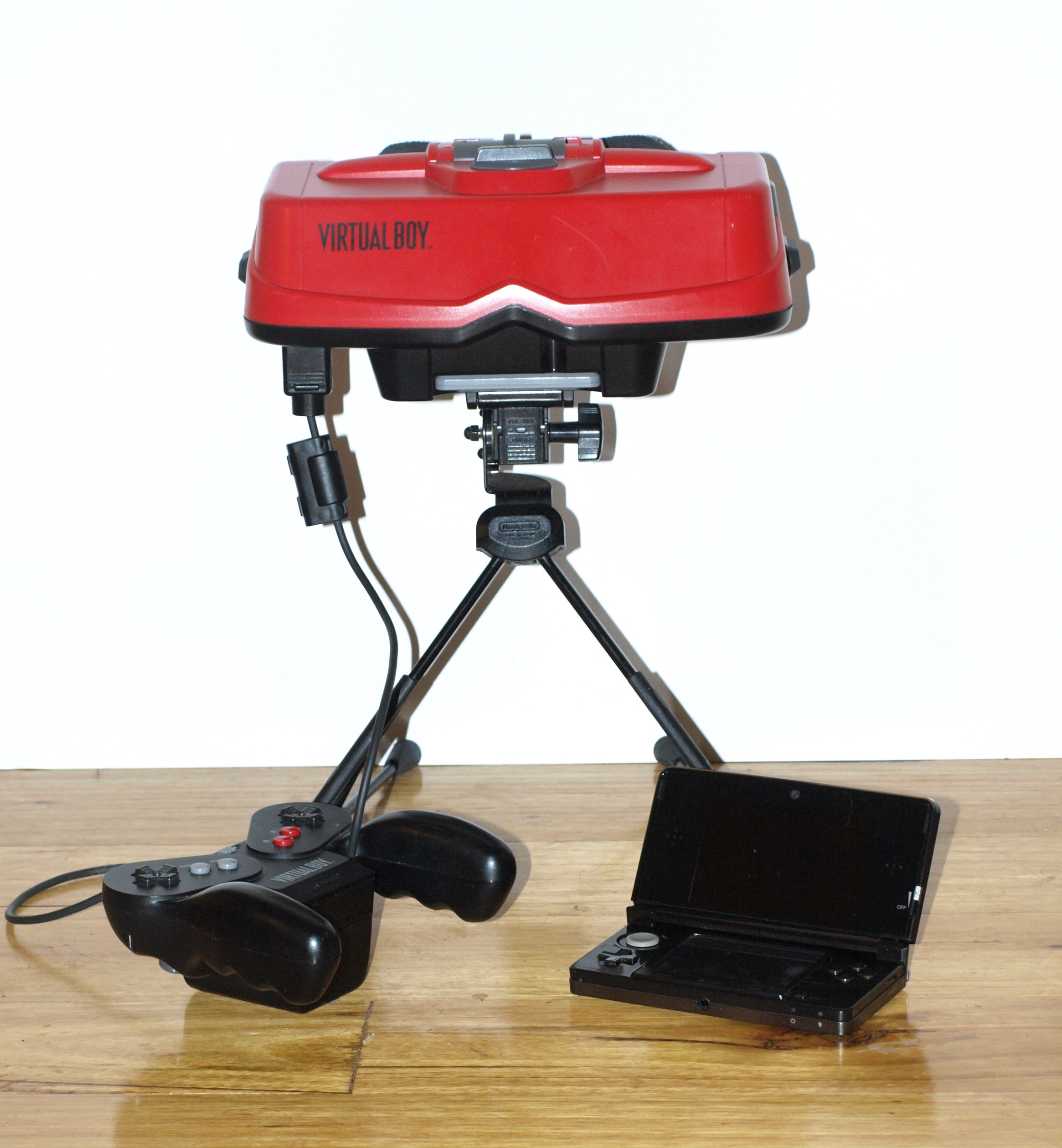
Virtual Boy junto a una Nintendo 3DS

El fiasco que Virtual Boy resultó ser, dejó a Nintendo dudando sobre la viabilidad del juego en tres dimensiones. Sin embargo, continuó investigando con las 3D en otros productos. La Nintendo GameCube, lanzada en 2001, es la segunda consola de Nintendo compatible con las 3D. Cada consola tenía la posibilidad de producir imágenes 3D estereoscópicas, pero solo un juego, que era Luigi's Mansion se diseñó para usar está tecnología. Ya que las pantallas 3D no estaban popularizadas y producir una de ellas resultaría en un precio prohibitivo para los consumidores, esta característica nunca se utilizó.
El siguiente intento de Nintendo consistió en poner la pantalla que posteriormente se usaría en Nintendo 3DS en una Game Boy Advance SP. Sin embargo, la resolución no era ni buena ni precisa, por lo que se abandonó el proyecto. Con el desarrollo de Nintendo DS y la insistencia de Hiroshi Yamauchi, la compañía investigó las tres dimensiones en un parque temático. Los visitantes se guiaban por el parque gracias al software instalado en una Nintendo DS. Aunque no se produjo nada, Nintendo fue capaz de llevar a cabo una extensa investigación y un desarrollo de la metodología que se utilizó más tarde para desarrollar la Nintendo 3DS.
La consola fue oficialmente presentada en el E3 2010 de Nintendo.
La consola recibió una amplia cobertura en dicho evento, mostrando vídeos con todos sus futuros títulos, de los que cabe destacar una fuerte presencia de compañías externas a Nintendo y grandes nombres de la industria.
Seguidamente, el público pudo probar el sistema, mostrando buenas impresiones ante el efecto 3D de la máquina, aunque se evidenció que para que se pueda apreciar los efectos 3D el usuario debe sostenerla en una posición, ángulo y distancia específicos.
El 19 de enero de 2011 tuvo lugar una nueva conferencia de Nintendo enfocada tanto al mercado europeo como al mercado americano, donde se dieron las últimas noticias acerca del sistema y la fecha de salida en Europa, el 25 de marzo; su precio en Europa sería de 249,95 euros. En América, su precio sería de 249,99 dólares y su fecha de salida el 27 de marzo. La consola fue lanzada en varios países de Norte América el mismo día como Estados Unidos (USD 249 99) y México (5 999 Pesos) y en países de Sudamérica como Colombia (549 000 pesos), Venezuela (25 000 - 30 000 Bs.F.), Chile (CL$ 199 000), Bolivia (2 380 Bolivianos), etc.
La consola durante sus primeros días de venta en Japón tuvo una buena recepción por parte de los usuarios vendiendo en su primer día 374 000 consolas, pero a partir de la tercera semana sus ventas bajaron notablemente siendo superada en muchas ocasiones por Nintendo DS. Durante sus primeras semanas en Europa y Estados Unidos las ventas fueron favorables, siendo en muchas ocasiones la consola más vendida, pero la consola empezó a entrar en una fuerte crisis ya que estaba perdiendo usuarios y sus ventas fueron bajas, siendo la primera semana de agosto la más baja de todas con unas 90 000 unidades, la principal causa era el pobre catálogo de juegos, el alto precio y la fortaleza del yen después del terremoto de Japón. Nintendo tomó decisiones drásticas sobre como bajar el precio en un 35%, aumentando progresivamente sus ventas hasta superar ampliamente el millón de unidades por semana en diciembre. Además en el E3 2011 se anunciaron juegos como Mario Kart 7, Super Mario 3D Land, The Legend of Zelda: Ocarina of Time 3D, Star Fox 64 3D, Tetris: Axis, Resident Evil: The Mercenaries 3D y muchos más que han vendido considerablemente y aumentado las ventas de la consola.
En abril de 2012, Satoru Iwata, anunció que algunos de los videojuegos de Nintendo 3DS podrían adquirirse también mediante descargas. Los primeros de estos juegos en Japón fueron New Super Mario Bros. 2 y Brain Training Infernal del Dr. Kawashima: ¿Eres capaz de mantener la concentración? y en Europa fueron New Super Mario Bros. 2, New Art Academy y Freakyforms Deluxe ¡Tus creaciones cobran vida!, estos juegos además de poder comprarse en una tienda, también pueden adquirirse en la tienda virtual Nintendo eShop de Nintendo 3DS.

## Aplicaciones preinstaladas

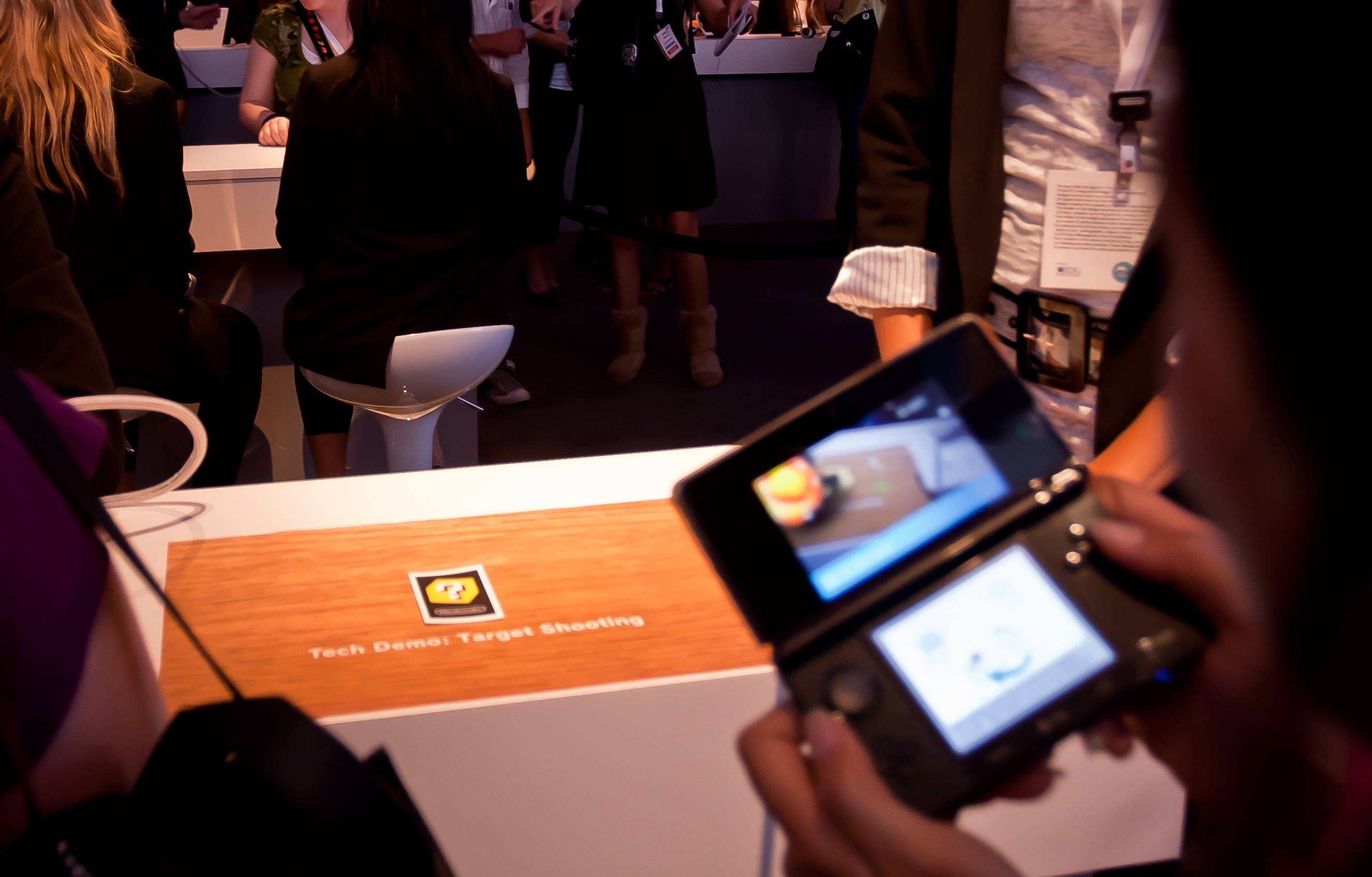
Una demo del juego de realidad aumentada "arquero" mostrada en el E3 2010

## Complementos oficiales para Nintendo 3DS

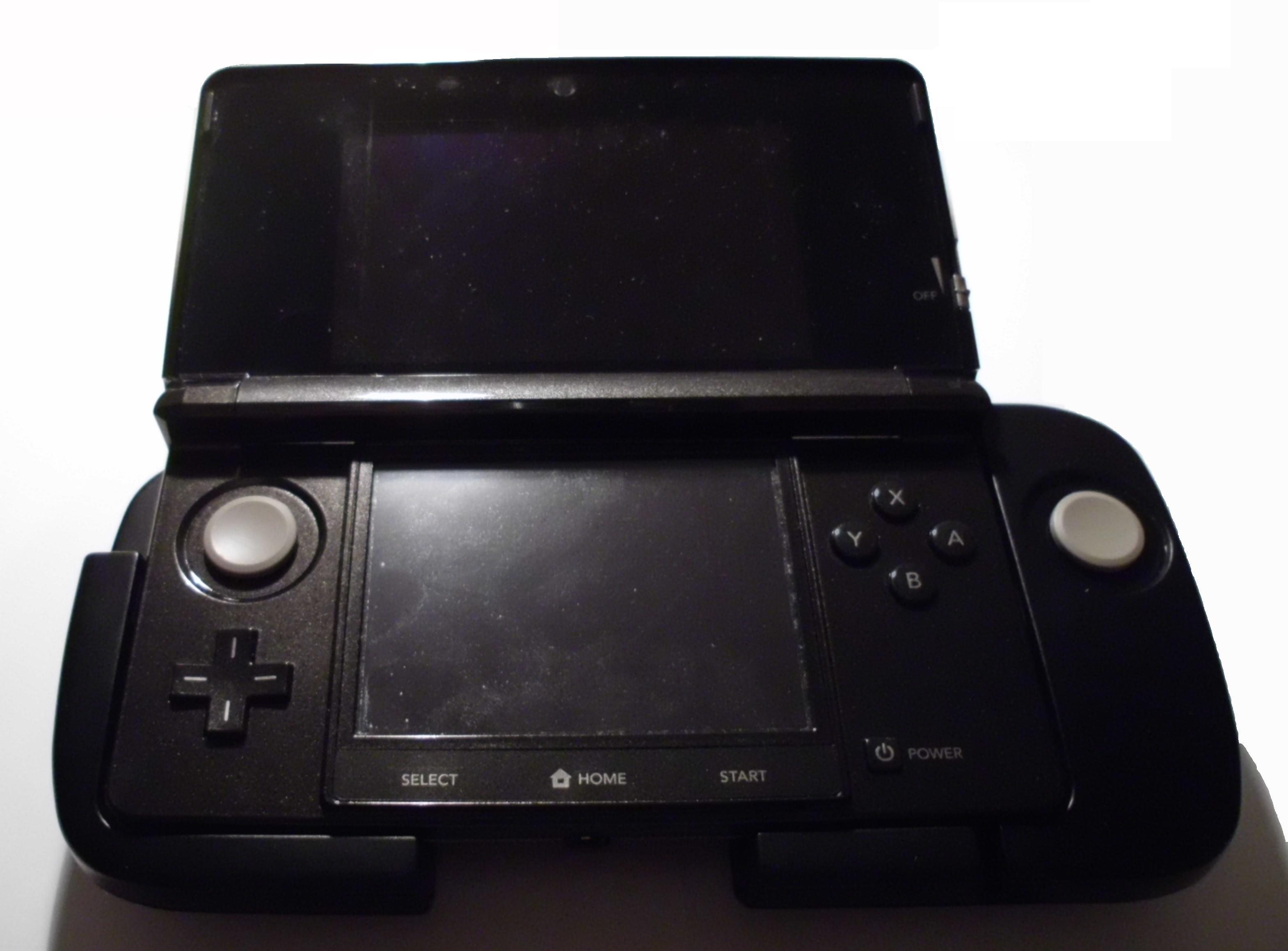
Circle Pad Pro unido a la consola

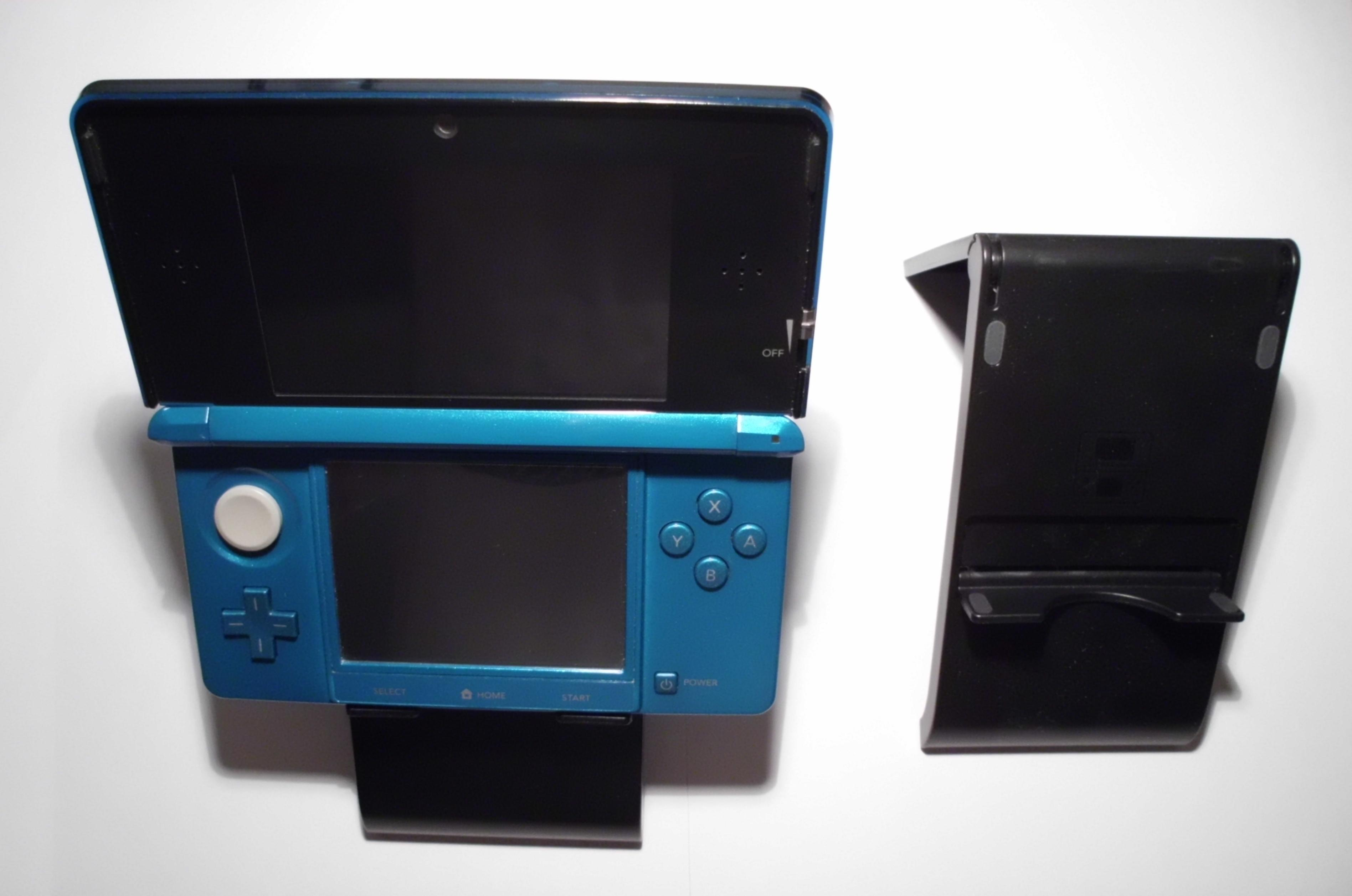
Stand de Nintendo 3DS

## Características
- Sistema 3D estereoscópico
- Creación y reproducción de fotos y videos en 3D. Disponible desde 7 de diciembre de 2011 tras actualizar la consola a la versión 3.0.0-5 o posterior.
- Procesador principal (CPU): Dual Core ARM 11 a 268MHz
- Memoria primaria (RAM): 128 MB. Dentro de la consola hay un chip Fujitsu mB82M8080-07L, este chip ha sido analizado, y gracias a los Rayos X se han podido encontrar 2 dies de 64 Megabytes cada uno, lo que hace que sea una memoria RAM de 128 MB. La RAM de la consola portátil de Nintendo es de bajo consumo y alta velocidad; es de tipo Fast Cycle RAM (FCRAM), además la RAM es capaz de alcanzar una velocidad de 4,2 GB/s
- Memoria de vídeo dedicada (VRAM): 6 MB
- Procesador Gráfico (GPU): Pica200 DMP, alcanzando un máximo de 15,3 millones de polígonos por segundo con sus respectivos filtros (per-pixel lighting, procedural textures o antialiasing). Pica 200 se destaca por su velocidad, calidad gráfica, y bajo consumo. Para ello hace uso de la tecnología propietaria Maestro-2G, que en su segunda generación implementa nuevos y potentes algoritmos gráficos personalizados va a una potencia de 400MHz.
- Retrocompatibilidad: Nintendo 3DS es compatible con todos los juegos de Nintendo DS y Nintendo DSi. Se pueden utilizar las funciones de multijugador (incluido el modo "descarga DS"), las funciones de la cámara (como por ejemplo en Art Academy), y las funciones en línea. Los gráficos reciben mejoras mínimas, además, la imagen tendrá un mejor suavizado. No obstante, como la pantalla superior de NDS y NDSi era de un tamaño menor, en la Nintendo 3DS se ven con franjas negras a los lados. Los juegos de los modelos Nintendo DS Lite o Nintendo DS que usen la función de la ranura Game Boy Advance no son compatibles con ella, ya que la Nintendo 3DS no la posee.
- Tamaño (cerrado): Aproximadamente 13,462 cm de ancho, 7,366 cm de largo, 2,100 cm de grosor.
- Peso: Aproximadamente 250g.
- Diseño: El diseño según Nintendo es el mismo que el que fue mostrado en el E3 excepto que han cambiado algunas cosas como el color del pad. La consola salió al mercado en dos colores: Azul Aqua y Negro Cosmos. El 9 de septiembre de 2011 en Norteamérica salió a la venta el nuevo color llamado Rojo Llama coincidiendo con el lanzamiento de Star Fox 64 3D (en Europa se conoce como Rojo Metálico). Además, también están disponible los colores Rosa Coral y Blanco Polar, que se pueden conseguir en un pack con Nintendogs + Cats (Rosa Coral) y Super Mario 3D Land (Blanco Polar). En Japón hay además varios modelos especiales con diseños de juegos como Monster Hunter 3G o New Loveplus.
- Pantalla superior: 8,9662 cm, pantalla panorámica, permite visualización de efectos 3D sin necesidad de gafas especiales; con una resolución de 800x240 pixeles (400 pixeles son asignados a cada ojo para permitir los efectos 3D).
- Pantalla inferior táctil: 7,6708 cm de LCD con 320x240 pixeles de resolución con capacidades táctiles. Resistiva, no multi-táctil.
- Cámaras: Una interna y dos externas con 0,3 megapíxeles (640x480 pixeles) de resolución. Hace fotografías en tres dimensiones y las guarda en formato JPG para que podamos compartir estas imágenes con otros dispositivos. Con una actualización también se pueden hacer vídeos en 3D.
- Ranura para tarjetas SD: La ranura SD es como en las anteriores generaciones, solo que ahora está en el lado izquierdo de abajo (en lugar del lado derecho de arriba como en anteriores generaciones). En la caja vendrá una tarjeta SD Toshiba de 2 GB.
- Sistemas de comunicación de Nintendo 3DS
  - Miiverse: Miiverse es el nuevo sistema de red social de Nintendo, que además de funcionar con Wii U, es compatible con Nintendo 3DS. Es el sucesor de Pasacartas/Correo Nintendo. En Miiverse, se permite a los jugadores compartir los logros que consiguen en los juegos y proporcionar actualizaciones de estado de sus Mii. Los usuarios son representados por su Mii en Miiverse.
  - SpotPass: Sistema Wi-Fi que permite conectarse a cualquier red Wi-Fi compatible y poder descargar nuevas actualizaciones, contenidos descargables, mejoras en los programas, etc (todo de forma automática). Además, Nintendo ha llegado a un acuerdo con varias grandes empresas de telecomunicaciones como Movistar para poder utilizar sus redes Wi-Fi.
  - StreetPass: Modo que permite intercambiar información con otras Nintendo 3DS que nos cruzamos por la calle. Se pueden intercambiar récords, mapas, información, etc. de hasta 12 juegos simultáneamente, Miis, mensajes y algunos sonidos de Nintendo 3DS Sound. Podrá almacenar los datos de los juegos en su memoria interna, pudiendo intercambiar datos de muchos juegos sin tener insertado un cartucho de juego en la ranura.
  - Comunicación inalámbrica: Se comunica en la banda de 2,4 Ghz, lo que significa que usa los estándares Wi-Fi 802.11b (como DS) y 802.11g (como DSi). Además, cuando la consola está en modo de espera, puede conectarse a Internet para recibir información (similar a WiiConnect24 de Wii) y también conectarse con otras 3DS.
- Luz LED: Se sitúa arriba a la derecha y según su color, nos podrá indicar varias cosas:
  - Rojo: Batería baja (parpadea hasta que la batería se cargue o hasta que la consola se apague)
  - Azul: Notificación de Spotpass (parpadea 5 segundos y la luz led se queda encendida hasta que abramos la consola)
  - Verde: Notificación de StreetPass (parpadea 5 segundos y la luz led se queda encendida hasta que abramos la consola)
  - Naranja: Parpadea cuando un amigo se acaba de conectar (la luz led parpadea 5 segundos y se apaga)
- Controles de juego: Pantalla táctil, micrófono integrado, botones frontales A B X Y + Control Pad, botones L R, botones Start y Select, botón 🏠︎, stick deslizante que permite 360° de control analógico (Circle Pad), una cámara interna, dos cámaras externas, sensores de movimiento y giroscopio.
- Otros controles: Barra deslizante de profundidad 3D para ajustar el nivel del efecto 3D (puede incrementar el efecto 3D, disminuirlo, o hasta desactivarlo), botón Home para volver al menú de la consola, interruptor inalámbrico para apagar dicha comunicación (incluso mientras se está jugando), botón de encendido, stylus de aproximadamente 4 pulgadas (10,16 cm) cuando está completamente extendido.
- Entradas/salidas: Una ranura que acepta tanto juegos de Nintendo 3DS como juegos de Nintendo DS y Nintendo DSi, ranura para Tarjetas SD, conector AC, un terminal de carga y salida para auriculares estéreo.
- Sonido: Altavoces estéreo ubicados a los lados de la pantalla superior.
- Batería: Batería de ion litio recargable, con duración de 3 a 8 horas según el nivel de brillo, volumen e intensidad del efecto 3D.
- Cargador: En la caja vendrán 2 cargadores: uno similar a una tabla, y otro de cable que es igual que el cargador de la Nintendo DSi. El cargador de Nintendo DSi se podrá usar también en Nintendo 3DS.
- Control parental: Control parental similar al incluido en el sistema Nintendo DSi. Se podrá controlar el uso del 3D ya que no está recomendado para niños menores de 6 años.
- Los cartuchos: Las tarjetas que usará 3DS para sus juegos, rondarán de 1 GB hasta los 8 GB de capacidad como máximo.
- Dimensiones de la portada de juego: 27,5 x 11,8 cm

## Compatibilidad oficial del software
| Compatibilidad oficial del software | Compatibilidad oficial del software    | Compatibilidad oficial del software | Compatibilidad oficial del software | Compatibilidad oficial del software | Compatibilidad oficial del software |
|                                     | New Nintendo 3DS/New 3DS XL/New 2DS XL | Nintendo 3DS/3DS XL/2DS             | Nintendo DSi/DSi XL                 | Nintendo DS/DS Lite                 |                                     |
| ----------------------------------- | -------------------------------------- | ----------------------------------- | ----------------------------------- | ----------------------------------- | ----------------------------------- |
| New 3DS Software                    | Sí**                                   | No                                  | No                                  | No                                  |                                     |
| 3DS Software                        | Sí**                                   | Sí**                                | No                                  | No                                  |                                     |
| DSi Software/DSiWare                | Sí                                     | Sí                                  | Sí                                  | No                                  |                                     |
| DS Software                         | Sí                                     | Sí                                  | Sí                                  | Sí                                  |                                     |
| NES Software                        | Sí*                                    | Sí*                                 | No                                  | No                                  |                                     |
| SNES Software                       | Sí*                                    | No                                  | No                                  | No                                  |                                     |
| Game Boy Software                   | Sí*                                    | Sí*                                 | No                                  | No                                  |                                     |
| Game Boy Color Software             | Sí*                                    | Sí*                                 | No                                  | No                                  |                                     |
| Game Boy Advance Software           | Sí***                                  | Sí***                               | No                                  | Sí                                  |                                     |
| Game Gear Software                  | Sí*                                    | Sí*                                 | No                                  | No                                  |                                     |

- (*) Disponible solo desde Nintendo eShop
- (**) Disponible tanto en tiendas como en Nintendo eShop (Solo algunos títulos).
- (***) Disponible solamente con programa de embajadores (Ambassadors Only en inglés)

## Referencias de los componentes

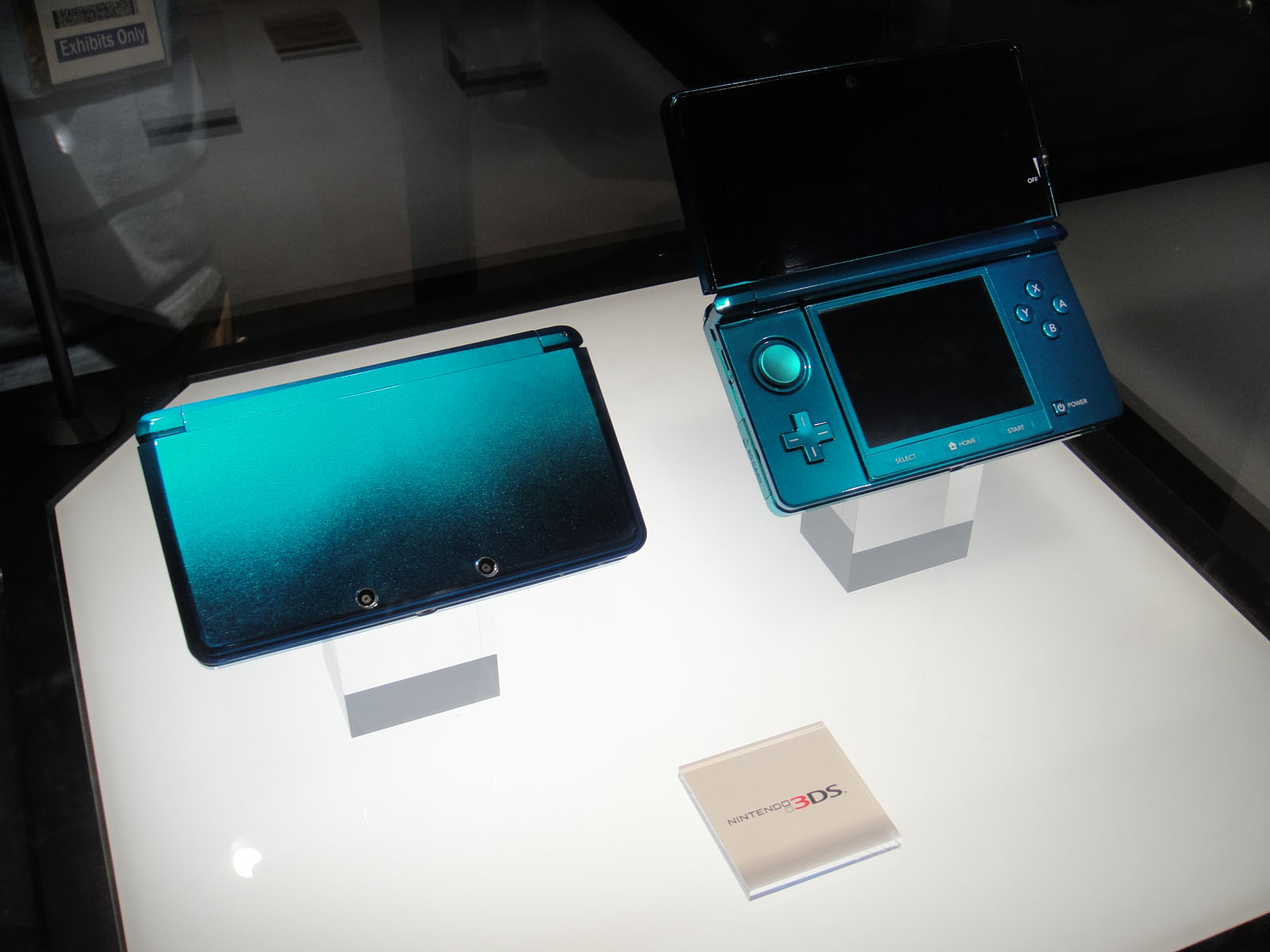
Presentación de Nintendo 3DS en el E3 2010.